# Znaczek administracyjny
Znaczek administracyjny – znaczek pozapocztowy do pobierania lokalnych opłat administracyjnych (miasta, gminy, powiaty). W Polsce stosowany od 1939 roku oraz w pierwszych latach po 1945. Posiada napis (opłata administracyjna, opłata kancelaryjna, opłata miejska itp.) lub tylko nazwę miejscowości, gminy, powiatu (np. z herbem) i wartość nominalną.